# Cheryl Peasley
Cheryl Peasley (Cheryl Anne Peasley; * 5. Januar 1951) ist eine ehemalige australische Mittelstreckenläuferin und Sprinterin.
Über 800 m siegte sie bei den Pacific Conference Games 1969 und gewann Bronze bei den British Commonwealth Games 1970 in Edinburgh.
Bei den Olympischen Spielen 1972 in München erreichte sie über 800 m das Halbfinale und wurde in der 4-mal-400-Meter-Staffel Sechste.
Dreimal wurde sie Australische Meisterin über 800 m (1969–1971) und je einmal über 400 m (1971) und 1500 m (1969).

## Persönliche Bestzeiten
- 400 m: 53,8 s, 15. Februar 1969, Sydney
- 800 m: 2:03,11 min, 31. August 1972, München
- 1500 m: 4:28,6 min, 15. März 1969, Sydney